# Ziziphus elegans
Ziziphus elegans är en brakvedsväxtart som beskrevs av Nathaniel Wallich. Ziziphus elegans ingår i släktet Ziziphus och familjen brakvedsväxter. Inga underarter finns listade i Catalogue of Life.